# Mastax fulvonotata
Mastax fulvonotata é uma espécie de carabídeo da tribo Brachinini, com distribuição restrita à Índia.